# Кільце Безу
Кільце Безу (назване на честь французького математика Етьєна Безу) — область цілісності, в якій кожен скінченнопорождений ідеал є головним. З цього визначення випливає, що кільце Безу нетерове тоді і тільки тоді, коли воно є кільцем головних ідеалів, узагальненням яких і є кільця Безу.

## Властивості
Цілісне кільце є кільцем Безу тоді і тільки тоді, коли в цьому кільці будь-які два елементи мають найбільший спільний дільник (НСД), що записується у вигляді їх лінійної комбінації. Ця умова означає, що кожен ідеал з двома твірними допускає одну твірну, з чого по індукції виводиться, що кожен скінченнопорождений ідеал є головним. Представлення НСД двох елементів їх лінійною комбінацією часто називають тотожністю Безу. Також в кільці Безу для скінченної кількості елементів визначене найменше спільне кратне.
Для кільця Безу {\displaystyle R} наступні умови еквівалентні:
1. {\displaystyle R} — кільце головних ідеалів.
2. {\displaystyle R} — нетерове.
3. {\displaystyle R} — область з однозначним розкладом (факторіальне кільце).
4. {\displaystyle R} задовольняє умові обриву зростаючих ланцюгів головних ідеалів.
5. Довільний елемент {\displaystyle R} розкладається в добуток незвідних елементів.

Кільце Безу є цілозамкнутим і його локалізація (тобто кільце часток) знову є кільцем Безу. 
Як і для кілець головних ідеалів, скінченнопороджений модуль над кільцем Безу є прямою сумою модуля кручення і вільного модуля.

## Приклади
Приклади не нетерових кілець Безу:
- (Helmer, 1940) Кільце функцій, голоморфних на всій комплексній площині.
- Кільце цілих алгебраїчних чисел.